# 7051 Sean
7051 Sean è un asteroide della fascia principale. Scoperto nel 1985, presenta un'orbita caratterizzata da un semiasse maggiore pari a 3,2465302 UA e da un'eccentricità di 0,1026005, inclinata di 3,11522° rispetto all'eclittica.